# Trofeo Matteotti 1998
Il Trofeo Matteotti 1998, cinquantatreesima edizione della corsa, si svolse il 2 agosto 1998 su un percorso di 203 km, con partenza e arrivo a Pescara, in Italia. La vittoria fu appannaggio dell'italiano Francesco Casagrande, che completò il percorso in 4h59'10", alla media di 40,713 km/h, precedendo i connazionali Stefano Cattai e Paolo Savoldelli.

## Ordine d'arrivo (Top 10)
| Pos. | Corridore            | Squadra                            | Tempo    |
| ---- | -------------------- | ---------------------------------- | -------- |
| 1    | Francesco Casagrande | Cofidis                            | 4h59'10" |
| 2    | Stefano Cattai       | Ballan                             | a 0'23"  |
| 3    | Paolo Savoldelli     | Saeco Macchine da Caffè-Cannondale | s.t.     |
| 4    | Rodolfo Ongarato     | Ballan                             | a 0'24"  |
| 5    | Paolo Valoti         | Cantina Tollo-Alexia Alluminio     | s.t.     |
| 6    | Stefano Faustini     | Vini Caldirola-Sidermec            | a 1'25"  |
| 7    | Fabrizio Guidi       | Polti                              | a 2'14"  |
| 8    | Ruggero Borghi       | Vini Caldirola-Sidermec            | a 3'40"  |
| 9    | Alessandro Varocchi  | Ros Mary-Amica Chips               | s.t.     |
| 10   | Alessio Galletti     | Amore & Vita-Forzacore             | s.t.     |